# St. Klara und Hedwig (Breslau)

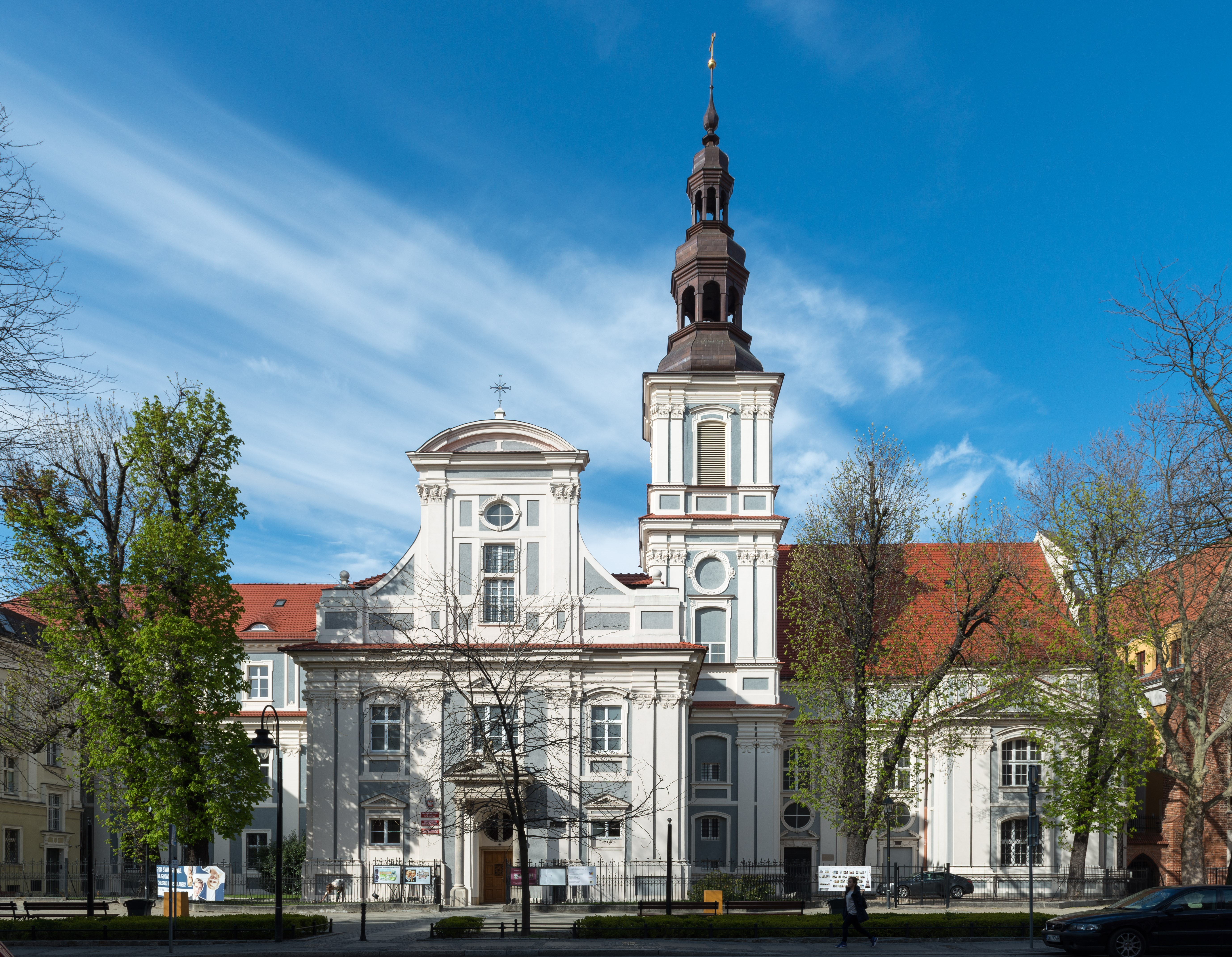
Ursulinenkirche St. Klara und Hedwig in Breslau

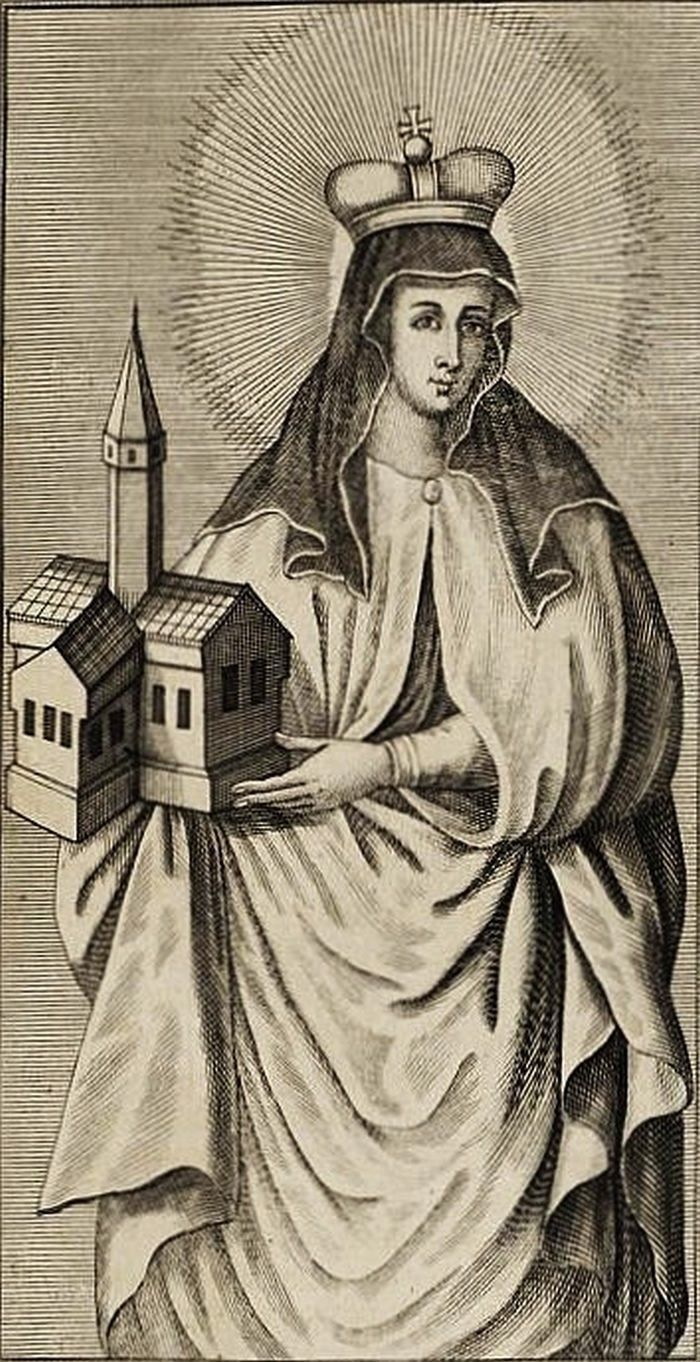
Anna von Böhmen

Das Ursulinenkloster St. Klara und Hedwig (polnisch Klasztor Sióstr Urszulanek św. Klary i św. Jadwigi) ist eine Niederlassung der Ursulinen in Breslau (Wrocław) in Schlesien. Sie geht auf eine Tradition seit 1686 zurück. Vor 1811 war es ein Klarissenkloster.

## Geschichte

### Klarissenkloster 1260–1811

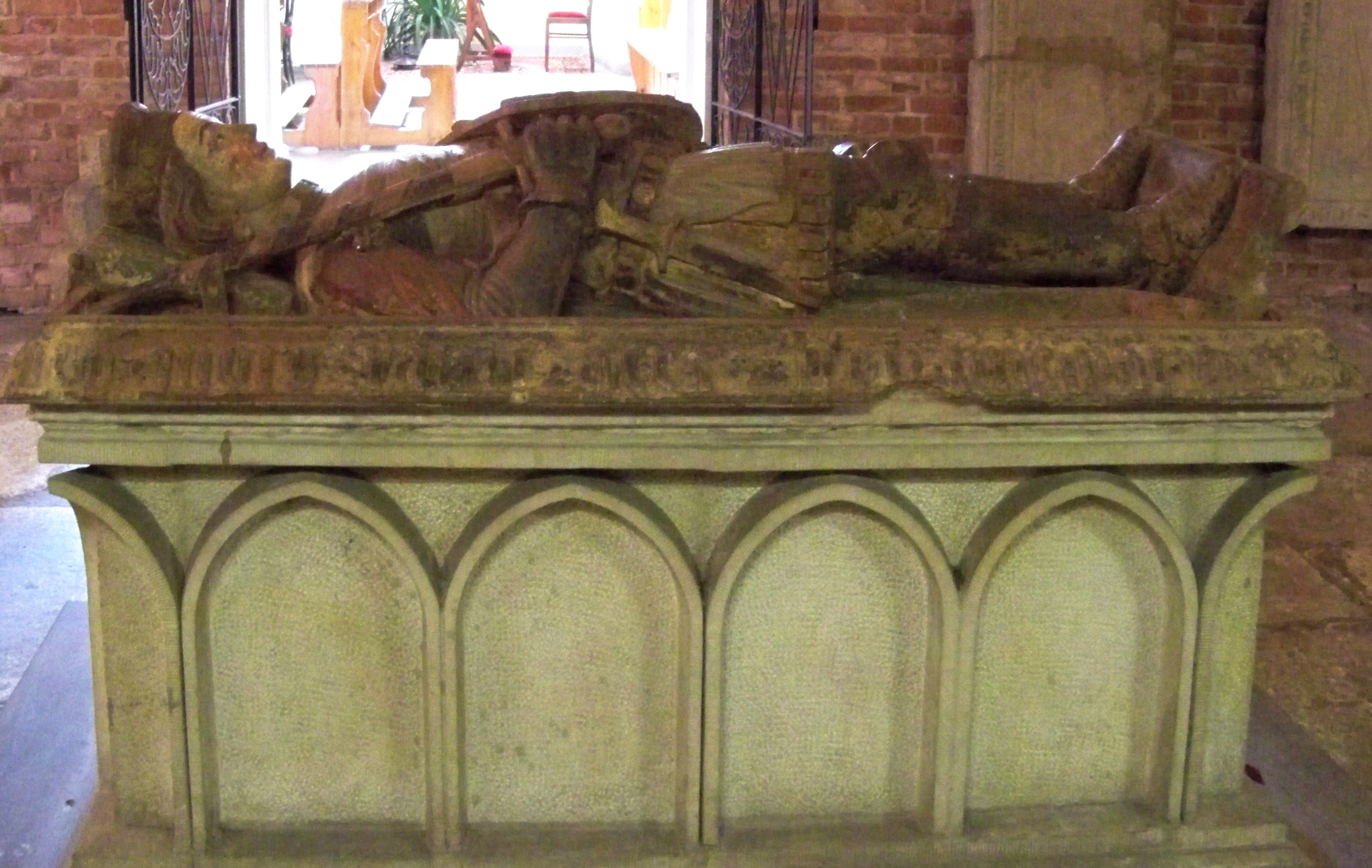
Grabmal von Heinrich VI.

Zum Zweck der Gründung eines Klosters für arme adlige Jungfrauen, ließ Anna von Böhmen, Witwe des Herzogs Heinrich II. die Klarissen nach Breslau kommen. Den Unterstützern des Baues gewährte Papst Alexander IV. 1256 einen hunderttägigen Ablass. Das Klarissenkloster wurde 1260 geweiht und 1270 fertiggestellt. Neben der Klosterkirche St. Klara entstand die Kapelle zu Ehren der hl. Hedwig, deren Besuchern 1282 ebenfalls ein vierzigtägiger Ablass erteilt wurde. Der Vorgängerbau war ein kleines dreijochiges Gebäude mit Strebepfeilern und achteckigem Turm. Die Kirche diente dem Adelsgeschlecht der Schlesischen Piasten als Grablege. Am 24. November 1335 fand dort Herzog Heinrich VI. seine letzte Ruhestätte. 1699 musste das Kloster dem heutigen barocken Nachfolgebau weichen, der 1701 geweiht wurde. Der Entwurf stammte vom Architekten Johann Georg Knoll. 1707 wurde die Urne mit dem Herzen der Herzogin Charlotte von Liegnitz-Brieg-Wohlau ins Kloster verbracht. Das Stift wurde im Zuge der Säkularisation 1810/11 aufgehoben und das Kloster von den Ursulinen übernommen. Als eines der letzten Oberinnen fungierte Hedwig von Stensch. 

### Besitzungen

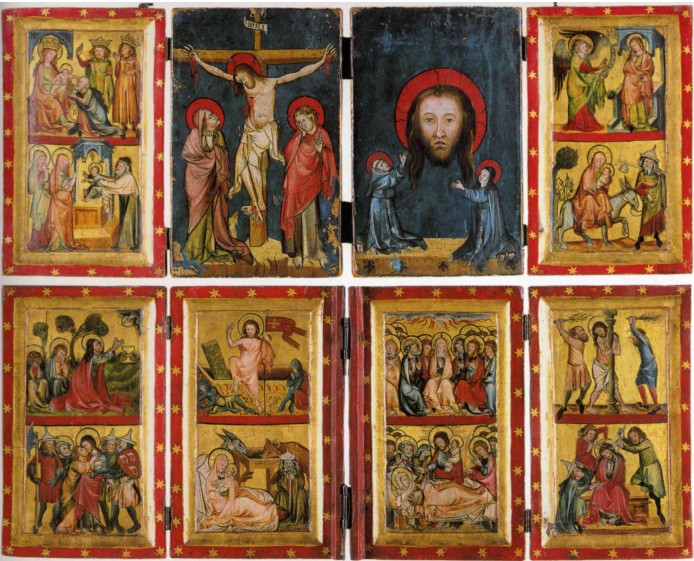
Triptychon aus dem Klarenkloster

Zur Unterhaltung des Klosters eignete sich das Klarenstift im Laufe seines Bestehens reichlich Grundbesitz an. Seit 1265 besaß die jeweilige Äbtissin das Patronatsrecht und Präsentationsrecht über die Pfarrkirchen von Schweidnitz und Bögendorf. In einer Schenkungsurkunde vom 12. Mai 1268 bestätigte Herzog Wladislaw von Schlesien die Zuwendungen an das Kloster und fügte weitere hinzu. In dem lateinischen Dokument werden u. a. folgende Siedlungen erwähnt: Neukirch, Ostwitz, Ransern, Gohlau, Riemberg, Arnoldsmühl, Zeiz, Striegau, Bögendorf, Domslau, Polnisch-Kniegnitz, Wabnitz und Miechowitz. 1662 verzichtete die Äbtissin zu Gunsten des Jesuitenkollegs auf alle Ansprüche der Pfarrkirchen von Schweidnitz und Bögendorf. Die Entschädigungssumme betrug 6600 Gulden. Die Güter fielen nach der Auflösung an Preußen, das Kirchenpatronat an den Fiskus. Das Stift übte zuletzt über folgende Orte ganz oder teilweise die Grundherrschaft aus:
- Groß-Oldern
- Ostwitz
- Polnisch-Kniegnitz
- Polnisch-Peterwitz
- Kriptau
- Neukirch
- Nippern
- Prisselwitz
- Rankau
- Stöschwitz
- Wilschkowitz

### Ursulinenkloster 1686–1945

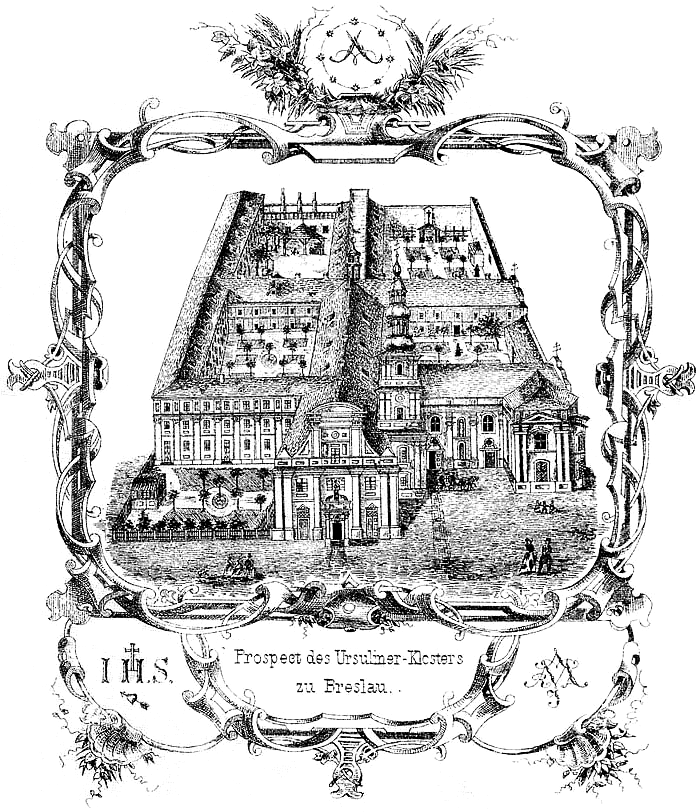
Ursulinenkloster Breslau, 19. Jahrhundert

1686 kamen die ersten Ursulinen aus Preßburg nach Breslau. 1687 gründeten sie dort ein Kloster. Anfangs gab es einige Skepsis des protestantischen Stadtrats gegen die Schwestern. Sie eröffneten eine Grundschule für Mädchen. Die meisten Ursulinen waren in den folgenden Jahrhunderten Deutsche, einige Polinnen und Schlesierinnen. 1707 wurde ein neuer Standort bezogen. 1811 erhielten die Schwestern das Kloster und die Kirche der Klarissen, deren Niederlassung im vorhergehenden Jahr von den preußischen Behörden säkularisiert worden war. Die Ursulinen unterhielten in dieser Zeit mehrere Schulen, 1834 mit insgesamt 624 und 1857 mit 596 Schülerinnen. 1854 gründeten Schwestern aus Breslau ein neues Kloster in Berlin, 1857 eines in Posen und 1863 in Ratibor.
1878 wurde das Kloster während des Kulturkampfes geschlossen. Die Schwestern gingen nach Marseille in Frankreich, wo sie eine neue Niederlassung aufbauten. Als deren Schule drei Jahre später verstaatlicht wurde, gingen einige in das böhmische Freiwaldau, andere blieben in Frankreich. 1887 konnte das Kloster in Breslau wieder in Besitz genommen werden und der Schulbetrieb wieder aufgenommen werden. Bei einem Großbrand 1907 brannten der Dachstuhl der Kirche und der 65 m hohe Turm aus.

### Polnisches Kloster seit 1945
Von den deutschen Ursulinen wurde das Kloster 1945/46 an aus Lwiw (Lemberg), Kolymyja und Stanisławów (Iwano-Frankiwsk) vertriebene polnische Schwestern übergeben. Die Klostergebäude waren weitgehend unbeschädigt geblieben, während die Kirche erheblich zerstört war. Diese eröffneten 1946 eine Schule, die bis heute als Allgemeinbildendes Liceum besteht. Der Wiederaufbau zog sich bis in die 1970er Jahre hin.